# Хек, Лутц
Людвиг Георг Генрих Хек, по прозвищу Лутц Хек (23 апреля 1892 года в Берлине, Германская империя — 6 апреля 1983 года в Висбадене, Западная Германия) — немецкий зоолог, автор книг о животных и директор Берлинского зоологического сада, где он стал преемником своего отца в 1932 году. 
Людвиг Хек член нацистской партии с 1937 года, он был близким другом Германа Геринга по охоте и работал под его началом. Одним из его проектов была реконструкция вымерших животных, таких как тур и тарпан, путем скрещивания различных современных пород, которые, по его мнению, частично сохранили гены своих диких предков. В его часть названы бык Хека и лошадь Хека.

## Биография

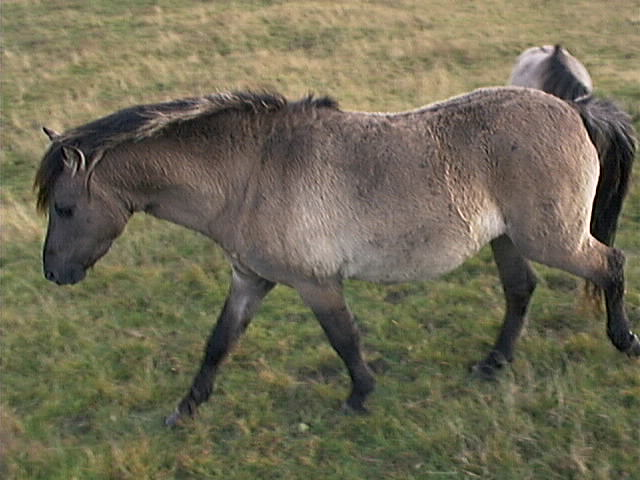
Лошадь Хека в Хазелюнне, Германия (2004)

Лутц Хек был третьим ребёнком Маргарет и Людвига Хека (1860—1951), директора Берлинского зоопарка с 1888 по 1931 год. Он вырос со своим братом на территории Берлинского зоопарка и с раннего возраста очень заинтересовался животными и зоологией. На него также повлияли рассказы об Африке друзей отца, немецких колониальных исследователей.
Лутц изучал естественные науки в Берлинском университете. Будучи студентом, он вступил во фрайкор, который сражался с социалистами на улицах Берлина.
В 1925 году он отправился в экспедицию в Эфиопию, чтобы добыть животных для Берлинского зоопарка. После получения докторской степени в 1922 году он работал в Галле, а в 1927 году стал помощником директора Берлинского зоопарка. В 1935 году он отправился в Канаду, чтобы получить образцы зубров и лосей для зоопарка. Поездка, поддержанная Германом Герингом, также была мероприятием по связям с общественностью. Он говорил с немецкими эмигрантами о преимуществах национал-социализма.
Лутц занял пост директора Берлинского зоопарка в 1932 году, но до этого он работал у своего брата Хайнца Хека, который стал директором (в 1928 году) крупнейшего зоологического сада на юге Германии, Tierpark Hellabrunn в Мюнхене. Вместе со своим братом он начал с 1920-х годов программу селекции, в ходе которой пытался — на основе знаний о генетике животных того времени — «воссоздать» виды диких животных, таких как вымершие туры, из современных животных, путём их «вторичного одичания». Они исследовали наскальные рисунки и породы по всей Европе, чтобы понять, на кого могли быть похожи вымершие туры. В результате их работы были созданы породы крупного рогатого скота и лошадей — позже названные «бык Хека» и «лошадь Хека» соответственно в честь их создателей. Эти виды, согласно современным представлениям, были недостаточно похожи на своих предков, чтобы их можно было назвать успешным «воскрешением» вымерших тура и тарпана, однако сами Хайнц и Лутц Хек считали, что они своими усилиями «воскресили» эти породы.
Лутц интересовался охотой и для своих селекционных экспериментов выбрал агрессивные породы крупного рогатого скота. Он хотел разводить «воскрешённых туров» в частных охотничьих угодьях Германа Геринга, запланированных (как часть Generalplan Ost) в Беловежской пуще между Польшей и Беларусью. Большинство из них погибли во время войны.

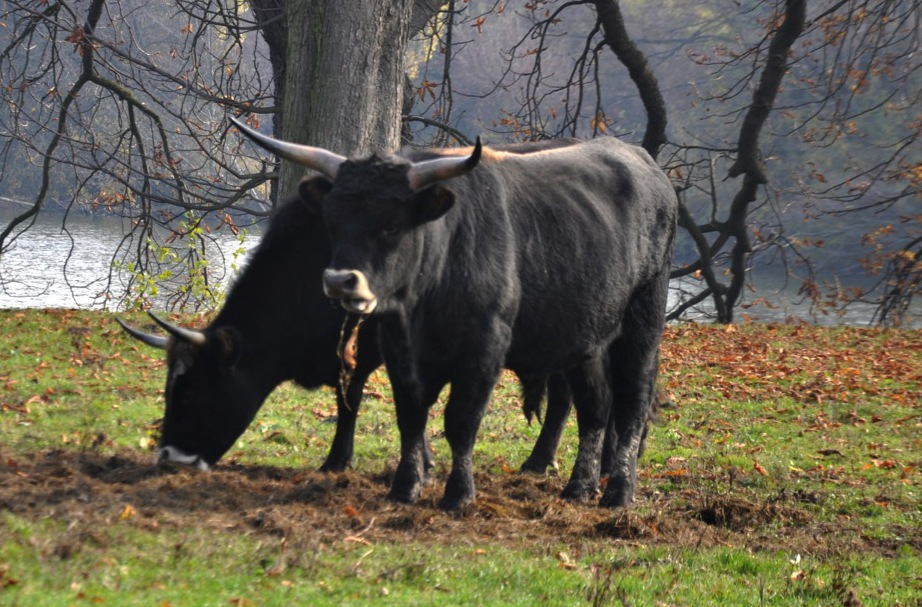
Бык Хека: попытка 1920-х годов вывести подобие вымершего тура из современного крупного рогатого скота

Хек вступил в НСДАП в 1937 году (членский номер 3.934.018). По случаю дня рождения Адольфа Гитлера зоолог был назначен профессором. В апреле 1941 года его друг по совместной охоте Герман Геринг назначил его начальником Oberste Naturschütz Behörde im Reichsforstamt (Главного управления по охране природы в Государственном департаменте лесного хозяйства), которое находилось в его прямом подчинении. В этой должности Хек был главным ответственным лицом за всё природопользование. В 1938 году Хек издал правило, запрещающее евреям посещать зоопарк. Хек был доверенным лицом Германа Геринга, который особенно интересовался львами, выращивал львят, фотографировался с ними, а когда животные становились слишком большими, передавал их Хеку в зоопарк. Хек присутствовал на собрании СС в 1943 году по приглашению своего друга, директора музея естественной истории в Зальцбурге Эдуарда Тратца, оберштурмбаннфюрера СС. Хека также пригласили вступить в СС, но он так и не подал заявление.
Хек считал, что зоопарки должны обеспечивать тесный контакт между животными и людьми. Он создал контактный зоопарк для детей, где они могли прикасаться к животным.
При отступлении немцев из Варшавы Хек «эвакуировал» из Варшавского зоопарка самых ценных животных, которых передал в немецкие зоопарки. После битвы за Берлин он вместе с женой бежал в оккупированную американцами Баварию, спасаясь от советского преследования. В должности научного директора Берлинского зоопарка его сменила доктор Катарина Хейнрот.

## После смерти
В 1984 году, через год после его смерти, в зоопарке установили бюст Хека. В 2015 году была подана петиция об удалении этого бюста из-за активного участия Хека в национал-социализме. Чтобы удовлетворить эту просьбу, была добавлена информационная табличка о прошлом Хека. В 2016 году в приюте антилоп открылась экспозиция о зоопарке времен нацизма.
Работа Лутца Хека представлена в документальном фильме BBC Radio 4 « В поисках арийской коровы», который поставил и вёл журналист Джон Ронсон. Документальный фильм «Юрские монстры Гитлера», представленный каналом National Geographic, посвящен его работе в Беловежской пуще .
Роль Хека исполнил Даниэль Брюль в фильме «Жена смотрителя зоопарка» (2017), основанном на одноимённом романе Дианы Акерман.

## Публикации на английском языке
- Heck, Lutz (1954). Animals: My Adventure. London: Methuen.